# 道の駅河野
道の駅河野（みちのえき こうの）は、福井県南条郡南越前町大谷にある国道8号の道の駅である。
名前の由来は、合併前の所在地が河野村であったことによる。

## 施設
- 駐車場
  - 普通車：25台[6]
  - 大型車：12台[6]
  - 身障者用：1台[6]
- トイレ
  - 男：大・小7
  - 女：5
  - 身障者用：1
- 休憩室（24時間）[6]
- 物産館（8:30 - 19:00）[5][6]
  - 軽食コーナー（8:30 - 19:00）[6]

### 管理団体
- 設置者：南越前町

## 休館日
- 毎月第2木曜日（祝日の場合は翌日以降の平日）[5][6]
- 年末年始（12月31日・1月1日）[5][6]

## アクセス
- 国道8号 - 登録路線[4]
- E8 北陸自動車道敦賀IC・武生ICより約25分。

## 周辺
- 越前加賀海岸国定公園
- 越前・河野しおかぜライン（国道305号、旧河野海岸有料道路）
- 北前船主の館・右近家
- 桜橋総合運動公園